# Prostitución en Letonia
La prostitución en Letonia es legal y está regulada, siendo el país un destino del turismo sexual. No obstante, el problema recae en los negocios del tráfico sexual, la prostitución infantil y las enfermedades de transmisión sexual, especialmente el Sida.

## Situación legal
Legalmente, la prostitución en Letonia se rige por el "Reglamento relativo a la restricción de la prostitución" emitido por el Consejo de Ministros letón. Actualmente se está elaborando una ley de restricción de la prostitución para codificar el Reglamento.
Las prostitutas deben haber alcanzado la mayoría de edad, que en Letonia es de 18 años. Una prostituta no puede prestar servicios mientras tenga una infección por herpes, dermatofitosis, piojos púbicos, infección gonocócica, clamidia, sarna, lepra o sífilis. Una persona infectada por el VIH tiene prohibido prestar servicios sexuales.
Aunque la prostitución está regulada en Letonia, los burdeles y otras formas de proxenetismo son ilegales. Está prohibido unirse en grupos para ofrecer y prestar servicios sexuales a cambio de una remuneración o recibir encargos de servicios sexuales. Los gerentes de establecimientos de ocio y recreo deben garantizar que en sus establecimientos no se ofrecen, prestan ni reciben servicios sexuales de pago.
Según la ley, "se prohíbe cualquier actividad de terceros que promueva la prostitución" y "se prohíbe a las personas unirse en grupos para ofrecer y prestar servicios sexuales...". Las prostitutas sólo pueden ejercer su actividad en un domicilio alquilado o de su propiedad. Sin embargo, no pueden prestar servicios si los vecinos se oponen. Además, la residencia no puede estar a menos de cien metros de una escuela o una iglesia. Cualquier violación de las restricciones a la prostitución se castiga con una multa de hasta 350-700 euros para una persona y 700-1400 euros para una empresa.
La ex secretaria parlamentaria del Ministerio del Interior Evika Siliņa explicó que la complejidad de los temas y las diferencias de opinión complicaban los debates. La líder del Centro de Recursos para Mujeres Marta Iluta Lāce afirmó que son los explotadores los que deben asumir la responsabilidad en primer lugar.

### Historia
Antes de 2015, era obligatorio que las prostitutas recibieran una tarjeta sanitaria de un venereólogo y se sometieran a un control de salud cada mes, y que pudieran presentar la tarjeta sanitaria a petición del cliente. El cambio se aplicó debido a una resolución del Parlamento Europeo y a la Convención de la ONU que prohíbe el registro de los trabajadores sexuales.
El 28 de julio de 2015, el Consejo de Ministros estableció el objetivo de crear un proyecto de ley relativo a las restricciones de la prostitución hasta el 1 de enero de 2017. El 1 de septiembre, se formó un grupo de trabajo interinstitucional para trabajar en el proyecto de ley. El 7 de febrero de 2017, el Gobierno amplió el plazo hasta el 1 de septiembre. El proyecto de ley fue entregado al Consejo de Ministros el 7 de septiembre con muchas objeciones y su desarrollo se amplió de nuevo hasta el 1 de junio de 2018. Se esperaba preliminarmente que los cambios entraran en vigor el 1 de enero de 2020. Una de las direcciones propuestas era establecer la prostitución como una profesión con ingresos imponibles, sin embargo, esta propuesta fue rechazada. Se espera que la ley aumente el límite de edad tanto para el trabajador como para el cliente a 25 años.

## Tráfico sexual
El país es destino de turismo sexual. Por su parte, la ciudad más importante de Letonia, su capital Riga, es destino habitual de despedidas de soltero en busca de "buen rollo".

### Buy Bye Beauty
Buy Bye Beauty fue un documental de 2001 del director y artista sueco Pål Hollender. La película trata de la industria del sexo letona y de cómo la alimentan hombres de negocios y turistas sexuales suecos que visitan Riga. La película se rodó en la capital báltica en julio de 2000.
La entonces presidenta letona, Vaira Vīķe-Freiberga, la calificó de "propaganda política", mientras que el primer ministro, Andris Bērziņš, sugirió que podría iniciarse una causa penal internacional contra los realizadores de la película.
Hollender afirmó que la policía trabajaba como proxenetas a tiempo parcial y que había corrupción en el cuerpo de policía en general. También afirmó que había entre 15 000 y 18 000 prostitutas en Riga. Las cifras oficiales eran, en aquel momento, de entre 3 000 y 4 000 en el país, con un 80 % en Riga.

## Sida
Letonia tiene una de las tasas de prevalencia del VIH más altas de la Unión Europea. Los profesionales del sexo son uno de los grupos de alto riesgo. El programa BorderNet de la UE estimó una prevalencia del VIH del 22,2 % entre los profesionales del sexo en 2016.

## Tráfico sexual
Letonia es un país de origen del tráfico sexual, incluido el tráfico de menores. Mujeres y niñas letonas son objeto de tráfico sexual en Letonia y otras partes de Europa. Los organismos gubernamentales observan un aumento de estos casos de menores en los últimos años. Las mujeres letonas reclutadas para matrimonios intermediados en Europa Occidental, especialmente en Irlanda, son vulnerables a la trata con fines sexuales. Una investigación publicada en 2007 por el Centro Cristiano de Niños de la Calle de Riga concluyó que la explotación sexual de menores era un problema urgente en Letonia y que la prostitución de adolescentes era una de las formas de explotación más extendidas.
Los artículos 154-1 y 154-2 de su legislación penal prohíben todas las formas de trata y prescriben una pena máxima de hasta 15 años de prisión. Los delitos de trata pueden imputarse en virtud del artículo 164, que penaliza la explotación de la vulnerabilidad de las personas o el uso del engaño para involucrarlas en la prostitución, pero prescribe penas tan leves como los servicios a la comunidad o una multa. Una unidad de policía estatal de 20 agentes está especializada en investigar la trata de personas, los matrimonios simulados y los delitos relacionados.
El gobierno inició procesos contra 11 sospechosos de trata con fines sexuales en virtud del artículo 154.1 en 2016. Los tribunales condenaron a cuatro traficantes en virtud de este artículo; todos ellos recibieron condenas condicionales sin penas de prisión. Los tribunales concluyeron un caso de 2011 en el que estaba implicado un agente de policía acusado de facilitar el proxenetismo y aceptar sobornos; fue condenado a cuatro años de prisión. Un caso de 2014 en el que estaban implicados dos agentes de policía de Riga acusados de facilitar el proxenetismo seguía en fase de instrucción al final del periodo del informe.
La Oficina de Vigilancia y Lucha contra la Trata de Personas del Departamento de Estado de los Estados Unidos clasificó en 2017 a Letonia como país de "nivel 2".